# Selenops cocheleti
Selenops cocheleti là một loài nhện trong họ Selenopidae.
Loài này thuộc chi Selenops. Selenops cocheleti được Eugène Simon miêu tả năm 1880.